# 津波記念館
津波記念館（つなみきねんかん）は、津波による災害を後世に伝えることを目的として造られた施設。

## 日本国内の施設

### 震嘯記念館
日本においては1933年（昭和8年）の昭和三陸地震における津波被害を伝えるとともに、各集落における避難場所・共同作業所などとして利用することを目的として、義捐金を元に震嘯記念館（しんしょうきねんかん）が、宮城県内の集落32ヶ所の高台に建設された。しかし、太平洋戦争の勃発と戦後の混乱もあってその多くが忘れ去られ、ほとんどの震嘯記念館は早くに消えていたが、最後に残った気仙沼市唐桑町に集会所として使われていた「旧唐桑震嘯記念館」も2022年に老朽化により解体された。

### 北海道南西沖地震
- 北海道南西沖地震に関する施設
  - 奥尻島津波館（2001年開館）[3]

### 東日本大震災
以下では東日本大震災に関する施設を記す。
- これらは、全く新設されたもの（◎で示す）、既存の施設に併設されたもの（□で示す）、震災遺構の内部で展示を行うもの（△で示す）、震災遺構の内部公開と併せて隣接地の新設された施設で展示を行うもの（▼で示す）、震災遺構の内部を新設された外部通路から見学するとともに、震災遺構の隣接地に新設された施設で展示を行うもの（◆で示す）がある。
- 施設名の後ろに★が付くものは市役所や公民館等の施設内の1室或いは数室或いは一角だけを「津波資料室」・「震災資料室」などとしているもの。☆が付くものは博物館等のの展示の一部に津波の展示があるもの。「有」とあるのは有料施設。「民」とあるのは民間施設。
- 震災遺構を外部から見学するだけのもの等、震災遺構の内外に津波記念館としての展示がないものや、予約が必須のものや、常時津波展示があるわけではない施設、原発災害のみの展示施設は記していない。

北から順に記す。
- 八戸市みなと体験学習館「みなっ知」◎☆（青森県八戸市、2019年開館・1階に「津波アーカイブ」展示がある）
- 久慈市地下水族科学館　もぐらんぴあ□有（岩手県久慈市、2016年4月23日再オープン）3階の防災展示室あーすぴあで震災展示を行っている。
- 野田村保健センター内 野田村復興展示室◎★（岩手県野田村、2019年開館）3階の展示室でジオラマや資料の展示を行っている。入場無料だが、入館にあたっては1階の職員に一言声をかけること。
- イーストピアみやこ（宮古市市民交流センター）内「防災センター」◎★（岩手県宮古市、2018年開館）
- 山田町まちなか交流センター内「「震災ギャラリー」◎★（岩手県山田町、2019年開館）
- おしゃっち（大槌町文化交流ンター）内「震災伝承展示室」◎★（岩手県大槌町、2018年開館）2階の展示室で映像と資料の展示を行っている。
- うのすまい・トモス内「いのちをつなぐ未来館」◎（岩手県釜石市鵜住居町、2019年開館）
- 大船渡市立博物館□☆・有（岩手県大船渡市・「荒れ狂う海」の展示コーナーと映像で津波を扱っている）
- 陸前高田市立博物館◎☆（岩手県陸前高田市、2022年開館・「宿命とともに生きる」の展示コーナーで津波を扱っている）
- 大船渡市魚市場★（岩手県大船渡市・2014年改築）魚市場の建物の3階に魚市場の仕事や水産物の展示と併せて津波による被害と復興の展示を行っている。
- 東日本大震災津波伝承館（いわてTSUNAMIメモリアル）◎（岩手県陸前高田市、2019年開館）
- （唐桑半島ビジターセンター）□☆（宮城県気仙沼市、1984年開館 2022年津波展示終了
  - かつては日本で唯一、津波の疑似体験が可能な津波体験館が併設され[4]、2013年には東日本大震災の内容を加えてリニューアルされていた[5]。しかし、老朽化による改修工事により併設の津波体験館は2022年6月26日で閉館することになった[4]。改修後は自然体験の拠点となり、津波記念館としての展示は同じ気仙沼市内の東日本大震災遺構・伝承館に集約されることなった。
- 気仙沼市東日本大震災遺構・伝承館▼・有（旧気仙沼向洋高校・宮城県気仙沼市、2019年開館）
- 南三陸町東日本大震災伝承館・南三陸311メモリアル◎・有（宮城県南三陸町、2022年開館）
- さりょうスタジオ内「南三陸の記憶」★・有・民（宮城県南三陸町、南三陸さんさん商店街にある写真店の一角にある常設の写真展示館）
- 女川町まちなか交流館◎★（宮城県女川町、2015年12月23日開館）閉館した「おながわ復興まちづくり情報交流館」にあった展示をロビーで行っている。
- 石巻市震災遺構大川小学校・大川震災伝承館◎◆（宮城石巻市、2021年7月18日公開）
- みやぎ東日本大震災津波伝承館◎（宮城県石巻市、2021年6月6日開館）
- 震災遺構石巻市立門脇小学校◎◆△有（宮城県石巻市、2022年3月30日開館）津波火災で焼けた校舎の一部を保存して公開している。閉館した「石巻市復興まちづくり情報交流館中央館」の展示も移されている。
- MEET門脇◎・有・民（宮城県石巻市、2021年公開）
- 東松島市震災復興伝承館△（旧野蒜駅舎・宮城県東松島市、2016年開館、閉店したコンビニ部分にも展示を拡大して2020年リニューアル。プラットホームには2022年から立ち入り不可となった。）
- 塩竈市津波防災センター◎★（宮城県塩竈市・2018年開館）
- みやぎ生協　東日本大震災学習・資料室★・民（宮城県仙台市、2013年公開）
- せんだい3.11メモリアル交流館◎（仙台市地下鉄荒井駅内に2015年の駅開業と同時に一部開館。翌年展示室も開館。
- 震災遺構仙台市立荒浜小学校△（宮城県仙台市、2017年公開）
- 名取市震災復興伝承館◎（宮城県名取市、2020年開館）
- 閖上の記憶◎・民（宮城県名取市、2012年開館）
- 岩沼市千年希望の丘・交流センター◎（宮城県岩沼市、2016年開館）
- 亘理町立郷土資料館★☆（宮城県亘理町、1994年開館）「悠里館」という城の天守閣を模した施設の1階にある資料館の入口付近でパネル展示を行い、映像の一部でも津波の解説を行っている。
- 山元町防災拠点・山下地域交流センター（つばめの杜ひだまりホール）内「防災情報コーナー・ギャラリー」◎☆（宮城県山元町、2017年開館）
- 震災遺構中浜小学校△・有（宮城県山元町、2020年公開）
- 相馬市伝承鎮魂祈念館◎（福島県相馬市、2015年開館）
- 南相馬市消防・防災センター◎★☆（福島県南相馬市、2015年3月24日改築）相馬地方広域消防本部・南相馬消防署を改築した建物の一部で、南相馬市の震災から15日間の記録や津波のメカニズムの展示も行っている。ガラス越しに消防車や救急車を望む解説コーナーもある。
- 震災遺構浪江町立請戸小学校[6]△・有（福島県浪江町、2021年開館）
- 東日本大震災・原子力災害伝承館◎有（福島県双葉町、2020年開館）
- とみおかアーカイブ・ミュージアム◎☆（福島県富岡町、2021年開館・展示コーナーの約半分を津波展示が占める）
- （ふたばいんふぉ）◎・民（福島県富岡町、2018年11月開館 2024年閉館[7]）
  - ホテルひさごの施設の一部が提供されていたが、経営上の理由により2024年3月30日で閉館[7]。展示物の一部は、とみおかアーカイブ・ミュージアム（富岡町）や東日本大震災・原子力災害伝承館（双葉町）に寄贈され、その他は当面保管されることになった[7]。
- いわき市地域防災交流センター久之浜・大久ふれあい館内「防災まちづくり資料室」◎★（福島県いわき市、2016年開館）
- 元禄彩雅宿 古滝屋内「原子力災害考証館 furusato」□☆・民（福島県いわき市、2021年開設・いわき湯本温泉にある温泉旅館の宴会場を改造して開設された。津波に関する展示もあり、宿泊者以外でもフロントに申し出れば10時から16時なら無料で見学できる。宿泊者はそれ以外の時間帯でも見学可能。）
- いわき震災伝承みらい館◎（福島県いわき市、2020年開館）
- いわき・ら・ら・ミュウ内「ライブいわきミュウじあむ」□☆（福島県いわき市、2013年開設・「3.11いわきの東日本大震災展　常設展示」がある）

## 日本国外の施設
- アチェ津波博物館
- 太平洋津波博物館